# Jean Louis Marie Eugène Durieu

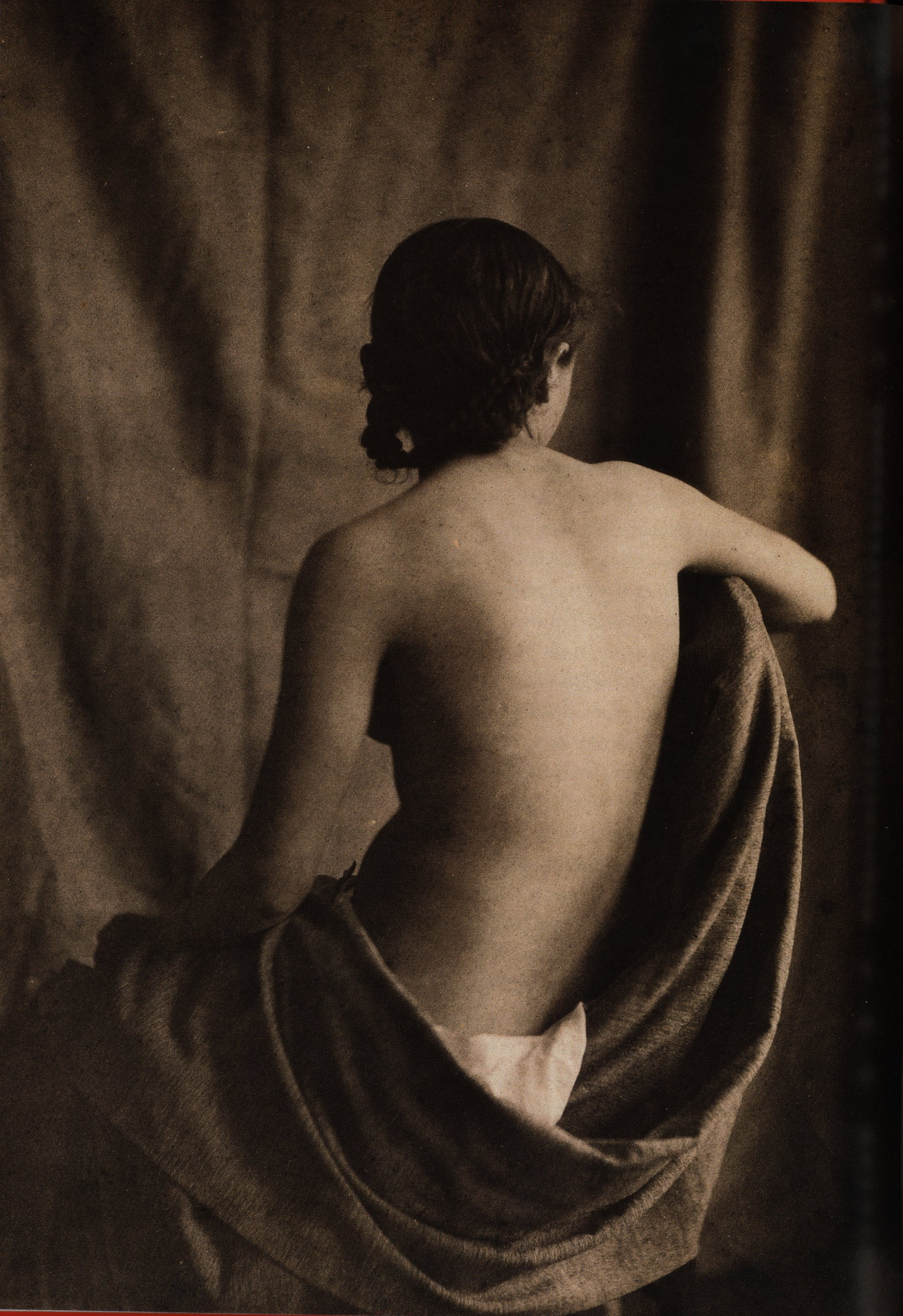
Eugène Durieu – Eugène Delacroix, Akt od tyłu, ok. 1854. Bibliothèque Nationale de France, Paryż

Jean Louis Marie Eugène Durieu (ur. 10 grudnia 1800 w Nîmes, zm. 16 maja 1874 w Paryżu) – francuski fotograf, znany z aktów, które wykonywał dla malarza Eugène'a Delacroix. Chociaż ten nie cenił fotografii jako środka ekspresji artystycznej, wykorzystywał ją jako źródło inspiracji dla własnych szkiców i obrazów.
W 1854 r. Durieu wykonał serię 32 aktów, w których plan aranżował Delacroix. Jedna z fotografii Akt od tyłu trafiła na okładkę
książki "La photographie, historie d'un art" (Fotografia, historia pewnej sztuki), której autorem był Jean-Luc Daval. Po tej publikacji praca malarza i fotografa stała się popularna i była wielokrotnie prezentowana na wystawach aktu.